# Katsu Aki
Katsuaki Nakamura (中村 克明, Nakamura Katsuaki, Fukuoka, 19 september 1961), pseudoniem Katsu Aki (克・亜樹), is een Japans mangaka. Hij is vooral bekend voor de reeksen The Vision of Escaflowne, Futari Ecchi en Psychic Academy. Mine Yoshizaki is een oud-assistent van hem.

## Oeuvre

### Manga
- Happy Chokuzen (はっぴぃ直前, Happī Chokuzen)
- Hoshikuzu Paradise (星くずパラダイス, Hoshikuzu Paradaisu)
- Chouryuu Senki Sauros Knight (超龍戦記ザウロスナイト, Chōryū Senki Zaurosu Naito)
- This is Eden (こちらはエデン, Kochira wa Eden)
- Dynamite Peach (ダイナマイトピーチ, Dainamaito Pīchi)
- Angel Hard (エンジェル・ハード, Enjeru Hādo)
- The Vision of Escaflowne (天空のエスカフローネ, Tenkū no Esukafurōne)
- Futari Ecchi (ふたりエッチ)
- AYA
- Psychic Academy (サイキックアカデミー煌羅万象, Saikikku Akademī Ōra Banshō)
- Harem Revolution (ハーレム革命, Hāremu Kakumei)
- Love Lucky (ラブ♡らっきぃ, Rabu Rakkī)